# Sergey Lebedev (futbolista)
Sergey Lebedev (en ruso: Сергей Элефертович Лебедев, Fergana; RSS de Uzbekistán; 31 de enero de 1969) es un exfutbolista y entrenador de fútbol de Uzbekistán que jugaba en la posición de centrocampista. Desde 2017 es el entrenador del FC Istiqlol Fergana

## Carrera

### Club
| Periodo   | Club                          | Apariciones | Goles |
| --------- | ----------------------------- | ----------- | ----- |
| 1985–1987 | FC Turbina Naberezhnye Chelny | 55          | 8     |
| 1988      | FC Dynamo Kirov               | 3           | 0     |
| 1989      | Neftyanik Fergana             | 3           | 0     |
| 1989      | FC Dynamo Kirov               | 39          | 8     |
| 1990–1991 | Neftyanik Fergana             | 54          | 7     |
| 1992–1999 | Neftchi Farg'ona              | 196         | 60    |
| 1999      | FC Shinnik Yaroslavl          | 2           | 0     |
| 2000–2001 | FC Nasaf Qarshi               | 50          | 0     |
| 2002–2004 | Neftchi Farg'ona              | 58          | 6     |
| 2004      | Sogdiana Jizzakh              | 11          | 1     |
| 2005      | Metallurg Bekabad             | 10          | 0     |
| 2006      | Neftchi Farg'ona              | 2           | 0     |

### Selección nacional
Jugó para Uzbekistán en 33 ocasiones de 1994 a 2000 y anotó 10 goles; ganó los Juegos Asiáticos de 1994 y participó en dos ediciones de la Copa Asiática.

## Logros

### Club
- Soviet Second League, Conferencia Este (1): 1990
- Uzbek League (4): 1992, 1993, 1994, 1995
- Uzbek Cup (2): 1994, 1996

### Selección nacional
- Asian Games: 1994

### Individual
- Goleador de la Liga de Uzbekistán (2): 1996 (13 goles), 1998 (18 goles)